# كارليس مويجنيكس
كارليس مويجنيكس (باللاتفية: Kārlis Muižnieks)‏ مواليد 25 مارس 1964 في ريغا، الجمهورية اللاتفية السوفيتية الاشتراكية، هو مدرب كرة سلة لاتفي ولاعب سابق. بدأ مسيرته الاحترافية في سنة 1986. يدرب نادي فينتسبيلس لكرة السلة. اعتزل اللعب في 1999.

## المسيرة الاحترافية
لعب مع في إي إف ريغا من سنة 1986 إلى 1988، ثم لعب مع نادي سسكا موسكو لكرة السلة في الدوري الروسي في موسم 1988–1989، ثم لعب مع في إي إف ريغا في موسم 1989–1990، ثم لعب مع ليبايا لوفاس في سنة 1997، ثم لعب مع نادي فينتسبيلس لكرة السلة من سنة 1997 إلى 1999.

## روابط خارجية
- كارليس مويجنيكس على موقع الاتحاد الدولي لكرة السلة (الإنجليزية)
- كارليس مويجنيكس على موقع ريلجم (الإنجليزية)
- كارليس مويجنيكس على موقع بروبوليرز (الإنجليزية)